# Ko Phi Phi
Ostrovy Phi Phi (thajsky: หมู่เกาะพีพี) jsou skupinou ostrovů v Thajsku, nacházejících se mezi velkým ostrovem Phuket a thajským pobřežím u Malackého průlivu. Administrativně patří do provincie Krabi. Ko Phi Phi Don (thajsky: เกาะพีพีดอน) (thajsky: เกาะ, znamená „ostrov“) je největším a nejvíce obydleným ostrovem skupiny. Pláže druhého největšího ostrova, Ko Phi Phi Le (thajsky: เกาะพีพีเล), však také navštěvuje mnoho turistů. Ostatní ostrovy ve skupině, včetně Bida Nok, Bida Nai a Ko Mai Phai, jsou převážně velké vápencové skály, které vystupují z moře. Ostrovy jsou dostupné trajekty, rychloloděmi nebo tradičními čluny „long-tail“, nejčastěji z města Krabi nebo přístavů v provincii Phuket.
Ko Phi Phi Don byl původně osídlen thajskými malajskými rybáři koncem 40. let 20. století a později se proměnil v kokosovou plantáž. Rezidentní thajská populace ostrova Phi Phi Don je z více než 80 % muslimská. Avšak pokud se započítají i sezónní pracovníci, současná populace je více buddhistická než muslimská. Počet obyvatel se pohybuje mezi 2 000 a 3 000 (údaj z roku 2018).

## Geografie
Skupina ostrovů Phi Phi zahrnuje šest ostrovů. Nacházejí se 46 kilometrů jihovýchodně od Phuketu a jsou součástí národního parku Hat Noppharat Thara–Mu Ko Phi Phi. Tento národní park se rozkládá na ploše 38 789,9 hektarů a je domovem bohatého korálového ekosystému a rozmanitého mořského života. Krajinu tvoří vápencové hory se strmými útesy, jeskyněmi a dlouhými bílými písečnými plážemi.
Největší a nejznámější ostrovy jsou Phi Phi Don a Phi Phi Le. Phi Phi Don má rozlohu 9,73 km², přičemž jeho délka je 8 kilometrů a šířka 3,5 kilometru. Phi Phi Le má rozlohu 2 km². Celková rozloha ostrovů je 12,25 km².

## Podnebí
Národní park Hat Noppharat Thara–Mu Ko Phi Phi je ovlivněn tropickými monzunovými větry. Rozlišují se dvě roční období: období dešťů, které trvá od května do prosince, a horké období, které trvá od ledna do dubna. Průměrná teplota se pohybuje mezi 17–37 °C. Průměrný roční úhrn srážek je přibližně 2 231 milimetrů, přičemž nejvlhčím měsícem je červenec a nejsušším únorem.

## Vápencové skály
Ostrovy se dostaly do povědomí celého světa, když byl Ko Phi Phi Le použit jako místo natáčení britsko-amerického filmu Pláž (2000). Tento fakt však vyvolal kritiku, protože filmová společnost údajně poškodila životní prostředí ostrova – údajně zarovnala část pláží buldozery a zasadila palmy, aby ostrov více připomínal popisy v knize, což producenti popírají. Uvedení filmu však vedlo ke zvýšení turismu, což způsobilo další poškození životního prostředí. Ko Phi Phi Le je známý také díky „Vikingské jeskyni“, kde se rozvinul prosperující průmysl sběru jedlých ptačích hnízd.

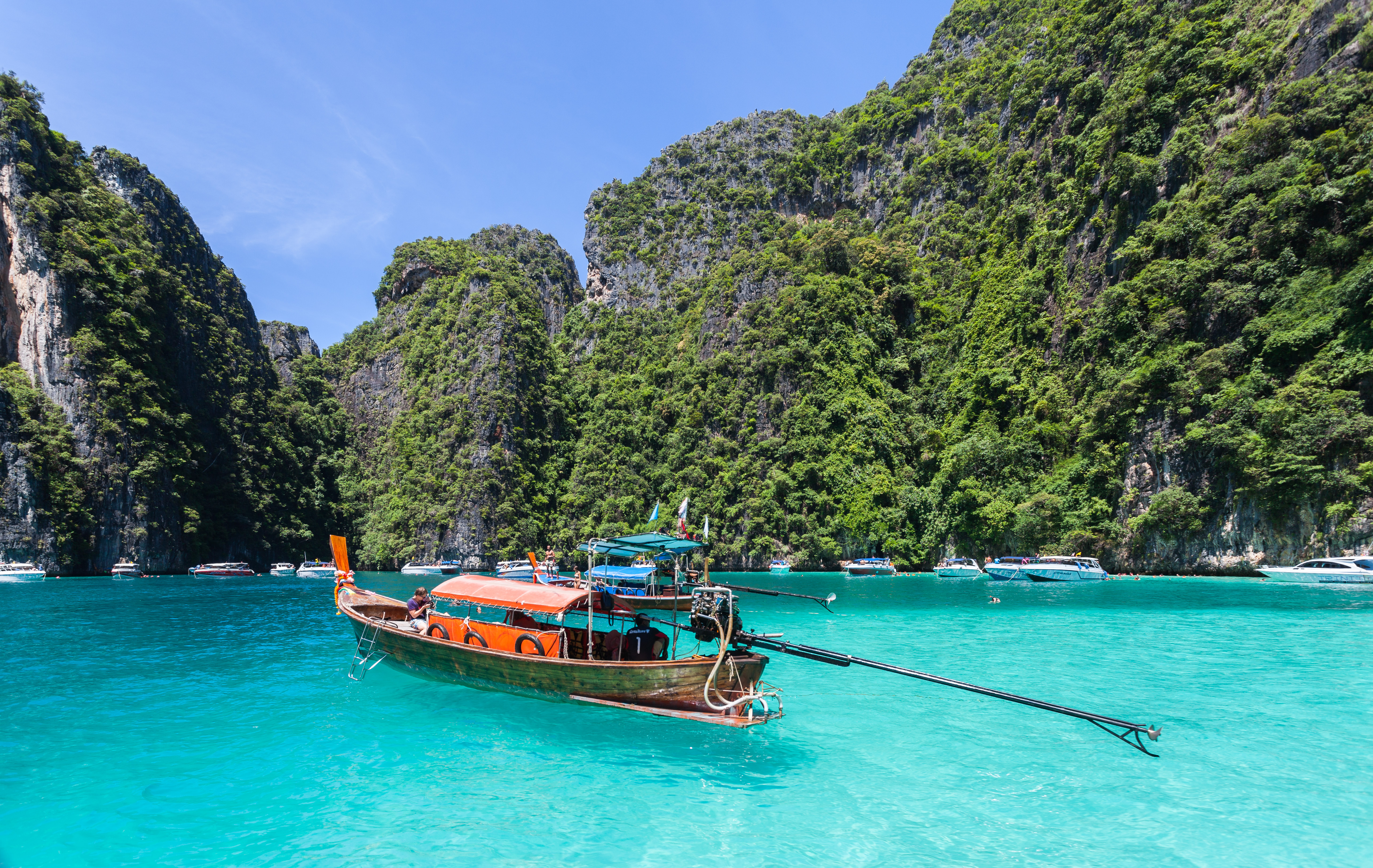
Záliv s vápencovými skalami

## Turismus

### Rozvoj cestovního ruchu
Ostrovy Phi Phi přitahují návštěvníky svými plážemi, průzračnou vodou a přírodním prostředím, které je chráněno jako součást národního parku. Od začátku roku 1992 vláda zavedla poplatek ve výši 5 bahtů za každého návštěvníka ostrovů, aby zajistila financování pracovníků, kteří sbírají a likvidují odpad, zajišťují vodní dopravu a starají se o bezpečnost turistů. Po uvedení filmu Pláž v roce 2000, který se částečně natáčel na Ko Phi Phi Le, došlo k dramatickému nárůstu cestovního ruchu.
Maya Bay na Phi Phi Le je pro turisty uzavřena od června 2018, aby se ekosystém mohl zotavit, přičemž se očekává,[zdroj?] že uzavření bude trvat nejméně rok.[potřebuje aktualizovat]

### Hlavní atrakce na ostrově

Maya Bay

- Monkey Beach
- Maya Bay
- Mosquito Island
- Ko Phi Phi Leh
- Viking Cave
- Pláž Laem Tong

## Tsunami v roce 2004
V prosinci 2004 byla značná část obydlené oblasti ostrova Phi Phi Don zničena tsunami v Indickém oceánu. Hlavní vesnice ostrova, Ton Sai (thajsky: ต้นไทร), je postavena na písečném průlivu mezi dvěma dlouhými, vysokými vápencovými hřebeny ostrova. Na obou stranách Ton Sai jsou půlkruhové zátoky lemované plážemi. Pásmo mezi nimi se zvedá do výšky necelých dvou metrů nad mořem.
Krátce po 10:00 dopoledne 26. prosince voda ustoupila z obou zátok. Když tsunami dorazila v 10:37, vlna zasáhla ostrov z obou stran a setkala se uprostřed průlivu. Vlna z Ton Sai Bay dosáhla výšky tří metrů, zatímco vlna z Loh Dalum Bay byla vysoká 6,5 metru. Větší vlna ze zálivu Loh Dalum měla dostatečnou sílu na to, aby pronikla do nízko položených oblastí vápencového krasu a zaplavila také zátoky Laa Naa a Bakhao, stejně jako oblast Laem Thong (vesnice mořských cikánů), kde zemřelo 11 lidí. Východní strana ostrova trpěla pouze záplavami a silnými proudy.

### Zdroje
- Selvin, C. (2005). Phi phi island--a paradise lost. ProBonoMedia.
- Ko Phi Phi. (n.d.). essay.
- Staff, L. P. P., Harper, D., Bewer, T., Bush, A., Eimer, D., & Symington, A. (2018). Lonely Planet Thailand’s islands and beaches. Lonely Planet Publications.